# Mecysmauchenius termas
Mecysmauchenius termas is een spinnensoort uit de familie Mecysmaucheniidae. De soort komt voor in Chili.